# 게임학
게임학(game studies)은 사회 과학이나 인문학적인 관점에서 비디오 게임을 분석하는 젊은 학문 분야이다. 루돌로지(ludology)라고도 한다.

## 초기의 시도
수년간 컴퓨터 과학 부문에서 기능적인 관점으로 비디오 게임이 연구되어 왔지만, 그것을 인문학적인 관점에서 보는 것은 아직 성숙하지 못 했다. 컴퓨터 과학은 게임의 제작을 돕기 위한 목적으로 연구를 한다. 또한 폭력적인 게임과 아이들의 폭력적인 행동과의 관계를 밝히고자 하는 심리학자들의 연구도 있었다. 또 초기의 시도 중에는 영화 이론가들이 그들의 학문 영역 안에서 게임을 다루려 한 바도 있지만 성공적이지 못했다.

## 루돌로지와 서사학
대부분의 학문 분야처럼, 누가 게임을 연구하느냐에 따라 다른 접근법을 가지게 된다. 학자들이 사용하는 이론적 토대는 다양하지만, 가장 두드러지는 접근법은 루돌로지와 서사학이다.
루돌로지라는 용어는 비 전자 게임과 보드 게임을 배경으로 발생했지만, 인지도를 얻은 것은 곤잘로 프라스카가 1999년 쓴 글에 등장하고서 부터였다. 루돌로지스트들의 관점은 컴퓨터·비디오 게임이 새로운 것이고 그 자체일 뿐이며 그만의 규칙, 영역, 그리고 ‘플레이’의 개념에서 이해되어야 한다는 것이다. 에스펜 오르세트 같은 루돌로지스트들은 분명 게임이 줄거리나 캐릭터 같은 전통적인 서사의 양상을 가지고 있지만, 그 모든 것들은 게임플레이에 부수적인 것이라고 주장한다. 그는 한 에세이에서 다음과 같이 말한 바 있다. “라라 크로프트의 몸매는, 이미 영화 이론가들이 충분히 분석한 것처럼 플레이어인 나에게는 관계가 없는 것이다. 왜냐하면 몸이 다르게 보인다고 해서 내가 다르게 플레이하게 되지는 않기 때문이다. … 내가 게임을 플레이할 때, 나는 그녀의 몸은 보지 않지만, 그녀가 지나는 길과 지나온 길은 본다.”
서사학자들은 재닛 머리가 ‘사이버드라마’라고 부르는 개념으로 게임에 접근한다. 말하자면, 그들의 주요한 관심사는 컴퓨터·비디오 게임을 스토리텔링 미디어로 보는 데서 시작한다. 머레이는 게임을 《스타 트렉》에 나오는 가상의 기술인 홀로덱에 비유한다. 즉, 컴퓨터·비디오 게임이란 우리가 다른 사람이 되어 다른 세계에서 행동하는 미디어라고 주장하는 것이다. 게임에 대한 이런 개념은 넓은 대중적 지지를 받고 있어, 《트론》, 《엑시스턴즈》, 《더 라스트 스타파이터》 같은 영화의 바탕을 이루고 있다. 하지만 에스펜 오르세트 같은 학자들은 그것이 상호작용하며 여러 서사를 가지는 컴퓨터·비디오 게임보다는 선형적인 공상 과학 영화들에 더 어울린다며 비판했다.
서사학자들의 접근법은 컴퓨터·비디오 게임보다는 일반적인 뉴 미디어의 개념과 그 역사적 근간을 다루는 레프 마노비치와 제이 데이빗 볼터, 리처드 그루신의 저술에서 찾아볼 수 있다. 하지만 이 저자들은 아직 컴퓨터·비디오 게임을 책, 시 혹은 영화처럼 ‘읽을 수 있는 텍스트’로서 접근한다.
곤잘로 프라스카는 루돌로지와 서사학의 이원론을 주장하기도 한다. 루돌로지는 서사학적 접근을 제외하지 않는다는 것이다.

## 새로운 형식
영화감독 맷 핸슨은 그의 책 《셀룰로이드의 종말》에서 일인칭 다큐멘터리(일인칭 슈팅 게임에서 파생시킨), 아바타, 디지털 배우, 캡슐 내러티브, 머시니마 등을 다루며 영화와 비디오게임이 교차하는 형태를 제시했다. 또한 세컨드 라이프와 《월드 오브 워크래프트》 같은 다중 사용자 게임과 가상 세계가 대중화되고 그에 대한 학문적인 이해도 늘어나고 있다.

## 같이 보기
- 아트 게임
- 예술로서의 비디오 게임

## 참조
1. ↑  
Frasca, Gonzalo (1999). “Ludology meets narratology: Similitudes and differences between (video) games and narrative” (HTML). Ludology.org. 2006년 6월 14일에 확인함. |출판사=에 외부 링크가 있음 (도움말)
2. ↑  Aarseth, Espen J. (2004년 5월 21일). “Genre Trouble”. Electronic Book Review. 2006년 6월 19일에 원본 문서 (HTML)에서 보존된 문서. 2006년 6월 14일에 확인함. |출판사=에 외부 링크가 있음 (도움말)
3. ↑  
Murray, Janet (1998). 《Hamlet on the Holodeck》. MIT Press. ISBN 0262631873.
4. ↑  Frasca, Gonzalo (2003). “Ludologists love stories, too: notes from a debate that never took place” (PDF). Ludology.org. 2006년 7월 1일에 원본 문서 (PDF)에서 보존된 문서. 2006년 6월 14일에 확인함. |출판사=에 외부 링크가 있음 (도움말)

## 관련 문헌
- 에스펜 오르세트. (1997). 《Cybertext: Perspectives on Ergodic Literature》. Johns Hopkins University Press. ISBN 0-8018-5579-9.
- 잭 M. 발킨; 베스 시몬 노벡 (2006). 《The State of Play: Law, Games, and Virtual Worlds》. New York University Press. ISBN 978-0-8147-9971-0.
- 이언 보고스트 (2006). 《Unit Operations: an Approach to Videogame Criticism》. MIT Press. ISBN 978-0-262-02599-7.
- 제이 데이빗 볼터; 리처드 그루신 (2000). 《Remediation: Understanding New Media》. MIT Press. ISBN 978-0-262-52279-3.
- 알렉산더 R. 갤러웨이 (2006). 《Gaming:Essays on Algorithmic Culture》. University of Minnesota Press. ISBN 9780816648504.
- 올리버 그라우 (2004). 《Virtual Art》. MIT Press. ISBN 978-0-262-57223-1.
- 올리버 그라우 (ed.) (2007). 《MediaArtHistories》. MIT Press. ISBN 978-0-262-07279-3.
- 맷 핸슨 (2004). 《The End of Celluloid: Film futures in the digital age.》. Rotovision,. ISBN 2-88046-783-7.
- 팻 해리건; 노아 워드립-프루인 (2007). 《Second Person: Role-Playing and Story in Games and Playable Media》. MIT Press. ISBN 978-0-262-08356-0.
- 예스퍼 율 (July 2001). "Games Telling Stories: A brief note on games & Narratives". Games Studies 1 (1).
- 예스퍼 율 (2006). 《Half-Real: Video Games between Real Rules and Fictional Worlds》. MIT Press. ISBN 978-0-262-10110-3.
- 브래드 킹; 존 볼란드 (2003). 《Dungeons and Dreamers: The Rise of Computer Game Culture from Geek to Chic》. McGraw-Hill. ISBN 0-07-222888-1.
- 레프 마노비치 (2001). 《The Language of New Media》. MIT Press. ISBN 978-0-262-63255-3.
- 켄 S. 맥칼리스터 (2004). 《Gamework: Language, Power, and Computer Game Culture》. University of Alabama Press. ISBN 0-8173-5420-4.
- 제임스 뉴먼 (2004). 《Videogames》. Routledge. ISBN 0-415-28192-X.
- 마린 로르 라이언 (2001). 《Narrative as Virtual Reality》. Johns Hopkins University Press. ISBN 0-8018-6487-9.
- 케이티 세일렌; 에릭 짐머만 (2003). 《Rules of Play: Game Design Fundamentals》. MIT Press. ISBN 0-262-24045-9.
- 케이티 세일렌; 에릭 짐머만 (2005). 《The Game Design Reader: A Rules of Play Anthology》. MIT Press. ISBN 978-0-262-19536-2.
- 노아 워드립-프루인; 팻 해리건 (2004). 《First Person: New Media as Story, Performance, and Game》. MIT Press. ISBN 978-0-262-73175-1.
- 마크 J.P 울프; 버나드 페론 (2003). 《The Video Game Theory Reader》. Routledge. ISBN 0-415-96579-9.
- 마크 J.P 울프 (2003). 《The Medium of the Video Game》. University of Texas Press. ISBN 0-292-79150-X.